# Oxycanus dirempta
Espèce
Oxycanus dirempta est une espèce d'insectes lépidoptères (papillons) de la famille des Hepialidae  endémique en Nouvelle-Galles du Sud et au Victoria en Australie.
Il a une envergure de 6 cm.
Les chenilles passent la journée dans des galeries souterraines et sortent la nuit pour manger des feuilles d'acacias.

## Galerie

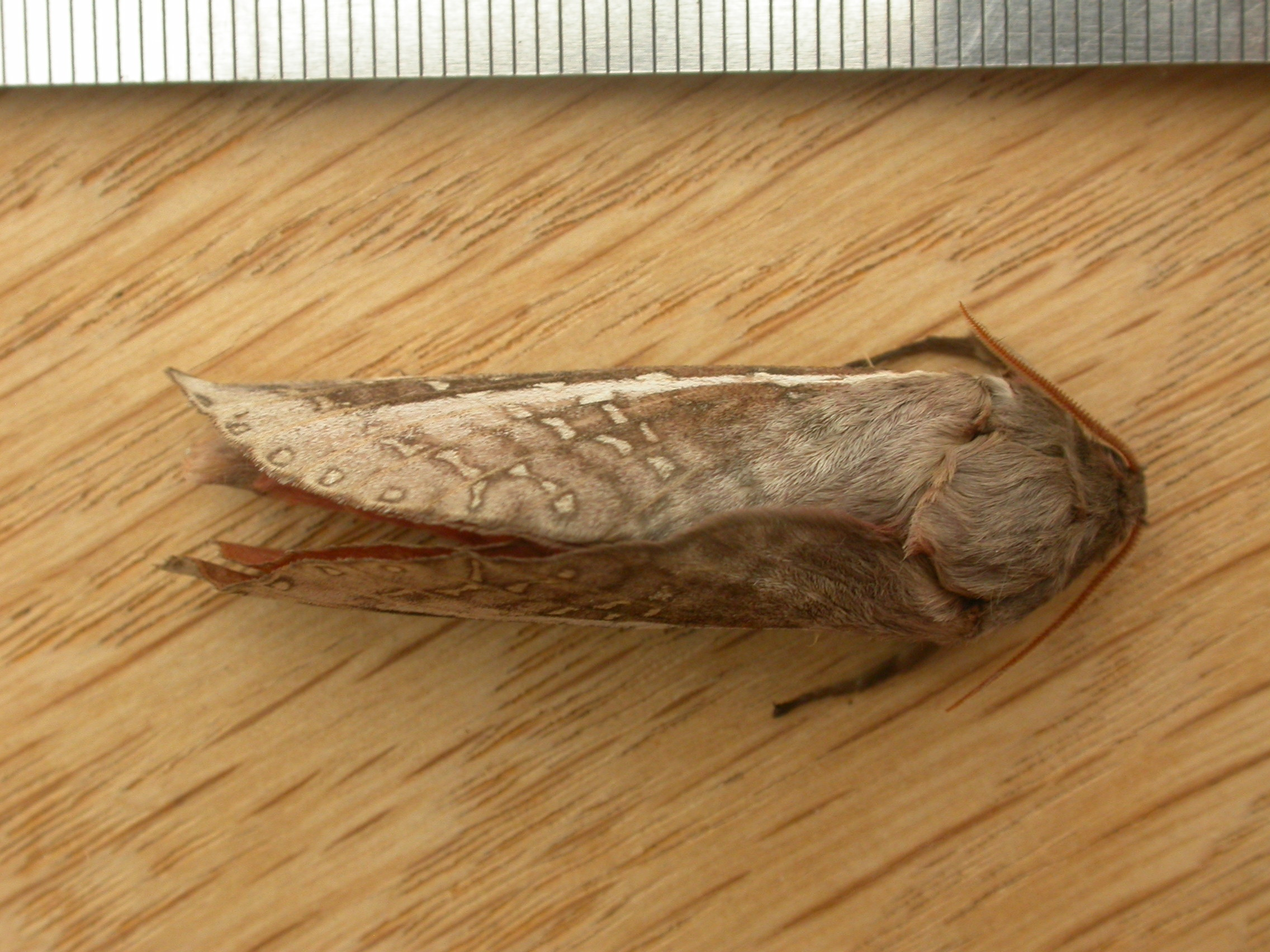
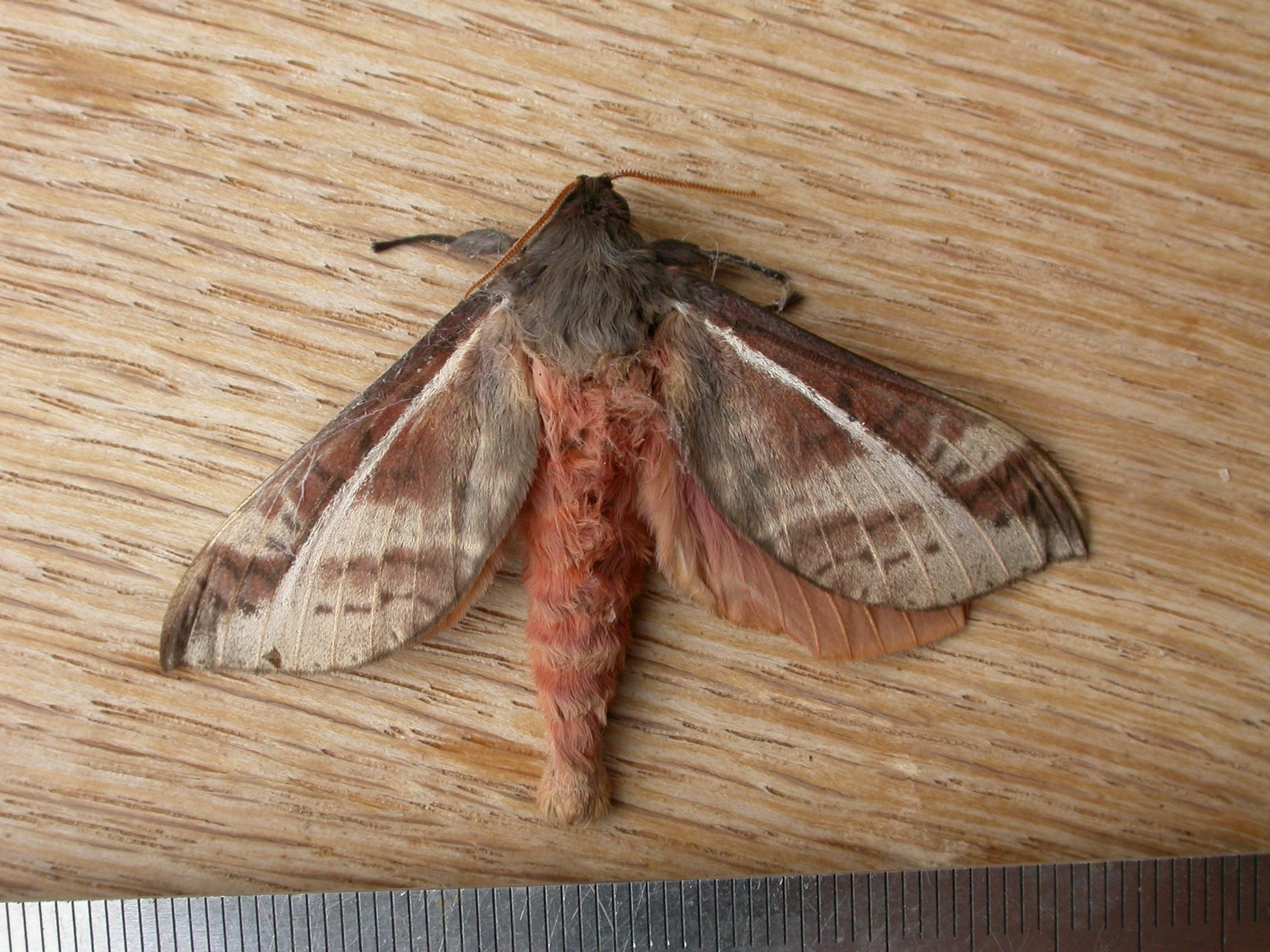

## Synonyme
- Porina kershawi